# Setoxylobates ramosus
Setoxylobates ramosus är en kvalsterart som först beskrevs av Hammer 1979.  Setoxylobates ramosus ingår i släktet Setoxylobates och familjen Protoribatidae. Inga underarter finns listade i Catalogue of Life.